# La Opinión-El Correo de Zamora
La Opinión-El Correo de Zamora es un diario español con ámbito de difusión en la provincia de  Zamora y perteneciente al grupo de empresas de la Editorial Prensa Ibérica.

## Historia
La Opinión-El Correo de Zamora es la suma de dos diarios unidos en 1993 para cubrir las noticias generadas en la provincia de Zamora: El Correo de Zamora y La Opinión de Zamora.
La Opinión de Zamora surge en 1990 con el fin de dar un nuevo aire a la información surgida en la ciudad de Zamora y su provincia. Obedece al proceso de expansión liderado por la Editorial Prensa Ibérica (EPI), que comenzó a crear cabeceras con el mismo nombre, La Opinión, y distinto apellido, el de su ámbito geográfico. Se crea así La Opinión de Murcia y posteriormente La Opinión de Zamora.
En 1992, y debido a la difícil situación económica por la que atravesaba El Correo de Zamora, que había sido fundado en 1897, se produjo la fusión de ambos periódicos, surgiendo La Opinión-El Correo de Zamora, alcanzándose desde entonces unas cifras de difusión de en torno a los 65.000 lectores, según el Estudio General de Medios de la época.
Con posterioridad, y hasta nuestros días, La Opinión-El Correo de Zamora tiene dos ediciones, una en la capital y otra en Benavente. Además cuenta con una edición digital desde 1999.